# Jess Margera
Jesse Phillip Margera, detto Jess (West Chester, 28 agosto 1978), è un batterista statunitense.

## Biografia
Nato in Pennsylvania, è fratello dello skater Bam Margera.
Nel 1994 con Deron Miller ha fondato il gruppo Foreign Objects, poi evolutosi nei CKY.
Dal 2003 fa parte dei Viking Skull.
Nel 2003 e nel 2006 ha pubblicato due album con i Gnarkill.
Nel 2007, insieme a Neil Fallon (Clutch), Brad Davis (Fu Manchu) e altri musicisti, ha dato vita al progetto The Company Band.